# Blossia obsti
Blossia obsti är en spindeldjursart som först beskrevs av Roewer 1933.  Blossia obsti ingår i släktet Blossia och familjen Daesiidae. Inga underarter finns listade.